# Lorenzo Lucca
Lorenzo Lucca (10. září 2000 Moncalieri, Itálie) je italský fotbalový útočník, který hraje za italské SSC Neapol a za italskou reprezentaci.

## Přestupy
- z Palermo do Pisa za 2 650 000 Euro
- z Pisa do Ajax za 1 000 000 Euro (hostování)
- z Pisa do Udinese za 800 000 Euro (hostování)
- z Pisa do Udinese za 8 000 000 Euro

## Statistika

### Klubová
| Sezóna            | Klub              | Liga              | Liga   | Liga | Ligové poháry | Ligové poháry | Ligové poháry | Kontinentální poháry | Kontinentální poháry | Kontinentální poháry | Celkem | Celkem |
| Sezóna            | Klub              | Soutěž            | Zápasy | Góly | Soutěž        | Zápasy        | Góly          | Soutěž               | Zápasy               | Góly                 | Zápasy | Góly   |
| ----------------- | ----------------- | ----------------- | ------ | ---- | ------------- | ------------- | ------------- | -------------------- | -------------------- | -------------------- | ------ | ------ |
| 2016/17           | Atletico Turín    | Promozione        | 6      | 2    | -             | 0             | 0             | -                    | 0                    | 0                    | 6      | 2      |
| 2017/18           | Vicenza           | Serie C           | 3      | 0    | IP            | 0             | 0             | -                    | 0                    | 0                    | 3      | 0      |
| 2018/19           | Brescia           | Serie B           | 0      | 0    | IP            | 0             | 0             | -                    | 0                    | 0                    | 0      | 0      |
| 2019/20           | Turín             | Serie A           | 0      | 0    | IP            | 0             | 0             | -                    | 0                    | 0                    | 0      | 0      |
| 2020              | Palermo           | Serie D           | 3      | 1    | -             | 0             | 0             | -                    | 0                    | 0                    | 3      | 1      |
| 2020/21           | Palermo           | Serie C           | 27     | 13   | -             | 0             | 0             | -                    | 0                    | 0                    | 27     | 13     |
| Celkem za Palermo | Celkem za Palermo | Celkem za Palermo | 30     | 14   | -             | 0             | 0             | -                    | 0                    | 0                    | 30     | 14     |
| 2021/22           | Pisa              | Serie B           | 30+4   | 6    | IP            | 1             | 0             | -                    | 0                    | 0                    | 35     | 6      |
| 2022/23           | Jong Ajax         | Eerste Divisie    | 14     | 6    | -             | 0             | 0             | -                    | 0                    | 0                    | 14     | 6      |
| 2022/23           | Ajax              | Eredivisie        | 14     | 2    | NP+NS         | 1+0           | 0             | LM+EL                | 0+1                  | 0                    | 16     | 2      |
| 2023/24           | Udinese           | Serie A           | 37     | 8    | IP            | 2             | 1             | -                    | 0                    | 0                    | 39     | 9      |
| 2024/25           | Udinese           | Serie A           | 33     | 12   | IP            | 3             | 2             | -                    | 0                    | 0                    | 36     | 14     |
| Celkem za Udinese | Celkem za Udinese | Celkem za Udinese | 70     | 20   | -             | 5             | 3             | -                    | 0                    | 0                    | 75     | 23     |
| Celkově           | Celkově           | Celkově           | 171    | 50   | -             | 7             | 3             | -                    | 1                    | 0                    | 179    | 53     |